# Ricinja
Ricinja ili Ricinga (njemački: Ritzing, mađarski: Récény) je naseljeno mjesto i općina u austrijskoj saveznoj državi Gradišće, administrativno pripada Kotaru Gornja Pulja.

## Stanovništvo
Ricinja prema podacima iz 2010. godine ima 879 stanovnika. Naselje je 1910. godine imalo 1.434 stanovnika većinom Nijemaca.

## Vanjske poveznice
- Internet stranica naselja  Arhivirana inačica izvorne stranice od 5. siječnja 2022. (Wayback Machine)